# Pseudocybaeota perdita
Espèce
Synonymes
- Cybaeus perditus Chamberlin & Ivie, 1932

Pseudocybaeota perdita est une espèce d'araignées aranéomorphes de la famille des Cybaeidae.

## Distribution
Cette espèce est endémique du Washington aux États-Unis,. Elle se rencontre dans la péninsule Olympique dans les comtés de Clallam, de Jefferson, de Mason et de Grays Harbor.

## Description
La femelle holotype mesure 4,5 mm.

## Systématique et taxinomie
Cette espèce a été décrite sous le protonyme Cybaeus perditus par Chamberlin et Ivie en 1932. Elle est placée dans le genre Pseudocybaeota par Bennett, Copley et Copley en 2022.

## Publication originale
- Chamberlin & Ivie, 1932 : « A review of the North American spiders of the genera Cybaeus and Cybaeina. » Bulletin of the University of Utah, vol. 23, no 2, p. 1-43.